# Alejandro Melero
Alejandro Melero (n. 1979) es un dramaturgo, ensayista y profesor de cine español.
Se doctoró en Estudios Cinematográficos en Londres, en el Queen Mary de la Universidad de Londres. En 2009 comenzó su labor docente en la Universidad Carlos III. Sus estudios académicos se han especializado en las relaciones entre el cine y la homosexualidad.
Su ensayo Placeres ocultos. Gays y lesbianas en el cine español de la Transición (Notorious, 2010) aborda el reflejo en la cinematografía española de los homosexuales.
Sus obras teatrales oscilan entre el drama y la comedia y en ellas también aparece la homosexualidad como asunto frecuente, junto a otro tipo de relaciones. La reposición de su obra Clímax abrió la temporada en el Teatro Alfil en 2013. Ese mismo año tuvo en cartel en Madrid Nuestro hermano y Una vida perfecta.

## Publicaciones
- Performance and Spanish Film, coeditado con Dean Allbritton y Tom Whittaker. Manchester: Manchester University Press, 2016.
- La escalera oscura. Madrid: Stonewall, 2015.
- La noche inmensa. Conversaciones con Gonzalo Goicoechea Archivado el 17 de septiembre de 2016 en Wayback Machine.. Madrid: Cuadernos Tecmerin, 2013. Archivado el 17 de septiembre de 2016 en Wayback Machine.
- Placeres ocultos. Gays y lesbianas en el cine español de la Transición. Madrid: Notorious, 2010.
- Imprescindibles del cine europeo. Madrid: Notorious, 2010.
- «Rosario Pi and the challenge of social and cinematic conventions during the Second Republic», en Julian Daniel Gutiérrez y Parvati Nair (eds.), Spanish and Latin(o) Women Filmmakers, Manchester: Manchester University Press
- El paseo de los tristes. Homosexuality as tragedy in the Spanish Films of the 1960s, International Journal of Iberian Studies (2011), London: Intellect publishing.
- The Erotic Lesbian in Spanish Sexploitation Films of the 1970s, Feminist Media Studies (2013), Taylor and Francis.
- Hormones and silk. Gay men in the Spanish film comedies of the transition to democracy (1976-1981), Journal of Homosexuality (2013:2), Taylor and Francis.
- La técnica confesional como recurso narrativo. La transición y el cine «S» de Ignacio F. Iquino, Icono 14. Revista de Comunicación y nuevas tecnologías (2011),ISSN: 1697–8293, Madrid: Universidad Complutense.
- Educación y liberación homosexual en el cine del tardofranquismo, Anàlisi (2011), Barcelona: Servei de Publicacions UAB.
- Espacios de terror queer. Pesadilla en Elm Street 2,  Versión original. Revista de cine, (01/2008), Cáceres: Rebross.
- «Armas para una narrativa del sexo. Transición y 'Cine S'"», en El cine y la Transición política en España, Manuel Palacio (ed.), (2012), Madrid: Biblioteca Nueva.
- Apropiación y reapropiación de la voz femenina en la españolada. El caso de El gato montés, Arenal. Revista de historia de las mujeres (2011) Granada.
- «New Sexual Politics in the Cinema of the Transition to Democracy in Spain: de la Iglesia’s El diputado (1978)», en Steven Marsh and Parvati Nair (eds.), Gender and Spanish Cinema, Berg, Oxford: 2004.
- Hacia la construcción de una teoría queer española. Foucault y la homofobia del tardofranquismo, Revista de estudios culturales. Torre del Virrey, (June, 2011), Alicante
- «Ficción queer en los nuevos medios. El caso de Lo que surja y Sexo en Chueca y la difusión de nuevos discursos narrativos a través de internet», en La ficción audiovisual en España. Relatos, tendencias y sinergias productivas, Miquel Francés i Domènec y Germán Llorca Abad (coords.), (2012), Barcelona: Gedisa.
- «Gays y lesbianas en la ficción televisiva española de la democracia», en La realidad de la ficción televisiva, Iñaki Martínez de Albéniz y Carmelo Moreno del Río eds., Madrid, Catarata: 2012.
- Último y penúltimo deseo de la niña Carmela. XXIII Premio de Novela Carta Puebla, 2011.